# Braunsia temporalis
Braunsia temporalis är en stekelart som beskrevs av Per Abraham Roman 1913. Braunsia temporalis ingår i släktet Braunsia och familjen bracksteklar. Inga underarter finns listade.